# Stjepan Poljak
Stjepan Poljak, Stephen Lucian Polyak (ur. 13 grudnia 1889 w Đurđevacu, zm. 9 marca 1955 w Chicago) – chorwacko-amerykański neurolog i neuroanatom.

## Życiorys
W latach 1901–1908 uczył się w gimnazjum w Zagrzebiu. Następnie podjął studia medyczne na Uniwersytecie w Grazu. Studia przerwała służba wojskowa, odbyta przez Poljaka w Budapeszcie, i wybuch I wojny światowej. Służył na froncie rosyjskim i w 1914 roku dostał się do niewoli. Został wysłany do szpitala wojskowego w Fastowie i do polowego szpitala na Syberii. W 1916 roku otrzymał tytuł doktora nauk medycznych na Uniwersytecie w Odessie. W 1917 roku opuścił Rosję przez Archangielsk, Morze Białe, dookoła Norwegii do Szkocji. Stamtąd do Anglii, Francji i Grecji, gdzie w Tesalonikach w 1918 roku dołączył do serbskiej armii. W 1920 roku otrzymał tytuł doktora ponownie, na Uniwersytecie w Zagrzebiu. Rozpoczął tam pracę jako asystent neurologii i psychiatrii w Klinice Neurologicznej Lapinsky’ego; asystentem był w latach 1920–1928. W 1921 roku odwiedził Instytut Neurologiczny Ottona Marburga w Wiedniu, przez pewien czas (1924–1925) pracował w Londynie u Sir Graftona Elliota Smitha, i w Madrycie u Santiago Ramóna y Cajala w roku 1925. Potem wyjechał do Chicago, gdzie w latach 1926–1927 miał możliwość pracy z C. Judson Herrickiem i Karlem S. Lashleyem. W 1928 roku zdecydował się wyjechać do Stanów Zjednoczonych na stałe. Był asystentem-profesorem na University of California w latach 1929–1930, asystentem i później asystentem-profesorem na University of Chicago (1930–1937), ostatecznie profesorem anatomii (1937–1955). Zmarł 9 marca 1955 roku z powodu przewlekłej niewydolności serca. W ostatnich dniach życia spisał swoje przemyślenia pozostawiając 2000-stronicowy manuskrypt Glory to them all: recollections of a nobody. Prace Poljaka do dziś są wysoko cenione i często cytowane, on sam określany był jako „ostatni neurobiolog, który wiedział wszystko o systemie wzrokowym”.
Jego uczniem był Arthur Earl Walker.

## Lista prac
- Ueber die sogenannten versprengten Ganglienzellen in der weissen Substanz des menschlichen Rückenmarkes. „Arb Neurol Inst Wien Univ” 23 (3), s. 1–20 (1922)
- Osobitosti ustrojstva hrptenjače kod Pterygistes noctula (Besonderheiten im Bau des Rückenmarks von Pterygistes noctula). Liječnički Vjesnik 11, 1-8 (1923)
- Ein Fall von Hemichorea mit ungewdhnlichen Symptomen. „Münchener medizinische Wochenschrift” 7, 206–207 (1924)
- Die Struktureigentümlichkeiten des Rückenmarkes bei den Chiropteren (Zugleich ein Beitrag zu der Frage über die spinalen Zentren des Sympathicus). Zeitschrift für Anatomie und Entwicklungsgeschichte 74, 509-576 (1924)
- Über die Intermediärzone im Rückenmark der Säuger und ihr Verhaltnis zu dem vegetativen Nervensystem. Liječnički Vjesnik s. 468–483 (1924)
- Die Verbindungen der Area Striata (intrahemisphaerale, kommissurale, alliodienzephalische, palliotektale Fasern) bei der Katze und deren funktionelle Bedeutung[5]. (1926)
- Untersuchungen am Oktavussystem der Säugetiere und an den mit diesem koordinierten motorischen Apparaten des Hirnstammes; eine morphologisch-biologische Studie. „J f Psychol u Neurol” 32, 170-231 (1926)
- The connections of the acoustic nerve. Journal of Anatomy 60, s. 465–469 (1926)
- Association fibres of the cerebral cortex. Journal of Anatomy 60, s. 469 (1926)
- Ueber die neuesten Untersuchungen am Octavussystem der Saugetiere. Bechterew’s Anniversary Volume (Recueil Jubilaire offert à W. Bechterew a l’occasion du 40me anniversaire de son enseignement – 1865–1925), Leningrad, s. 27–36 (1926)
- Über die Nervenendigungen in den vestibularen Sinnesendstellen bei den Saugetieren[6]. (1927)
- Über die doppelte Innervation der Macula sacculi und über das cochleo-vestibuläre Bündel bei den Säugetieren[7]. (1927)
- Über den allgemeinen Bauplan des Gehörsystems und über seine Bedeutung für die Physiologie, für die Klinik und für die Psychologie. Zschr Ges Neurol Psychiatr 110, 1–49 (1927)
- An experimental study of the association, eallosal, and projection fibers of the cerebral cortex of the eat. J Comp Neur 44, 197-258 (1927)
- Die zuführenden Bahnen des Vorderhirns und ihre Rindenbeziehungen auf Grund experimenteller Untersuchungen an Affen. Zschr Ges Neurol Psychiatr 125, s. 138–162 (1930)
- The main afferent fiber systems of the cerebral cortex in primates. An investigation of the central portions of the somato-sensory, auditory, and visual paths of the cerebral cortex, with consideration of their normal and pathological function, based on experiments with monkeys. Univ. of Calif Publ in Anatomy, 2: pp. XIV + 370. University of California Press, Berkeley 1932
- Projection of the retina upon the cerebral cortex, based upon experiments with monkeys. Res Publ Assoc Research in Nerv and Ment Disease 13, s. 535–557 (1932)
- A contribution to the cerebral representation of the retina[8] (1933)
- Structure of the retina in primates. Acta Ophthalm 13, s. 52–60 (1935)
- Minute structure of the retina in monkeys and in apes. Arch Ophthalm 15, s. 477–519 (1936)
- The cerebral representation of the retina in the chimpanzee[9]. (1936)
- The nervous tissue. W: Maximow AA, Bloom W: A textbook of histology, 3rd ed., s. 168–230. W. B. Saunders Co., Philadelphia and London 1938
- The Eye. W: Maximow AA, Bloom W: A textbook of histology, 3rd ed., s. 573–612. W. B. Saunders Co., Philadelphia and London 1938
- The Retina. The anatomy and the histology of the retina in man, ape, and monkey, including the consideration of visual functions, the history of physiological optics, and the histological laboratory technique. University of Chicago Press, Chicago 1941
- Anatomy of the retina. Biol Symposia, 7: 193-202 (1942)
- The representation of the central foveae and of the horizontal meridians in the visual radiation (radiatio optica) of the human brain. J Mt Sinai Hospital 9, s. 698–707 (1942)
- Poljak S, Kronfeld PC, McHugh G. The human eye in anatomical transparencies. Bausch and Lornb Press, Rochester, N. Y. Pp. XI + 99.
- Poljak S, McHugh G, Judd DK: The human ear in anatomical transparencies. Sonotone Corporation, Elmsford, N. Y. Pp. VI + 136.
- Polyak S. Tejido nervioso y ojo. W: Maximow AA, Bloom W (ed.) Tratado de histología (Spanish translation of the fourth English edition by Eduardo D. P. De Robertis). Editorial Labor, Buenos Aires – Montevideo, pp 174–231, 600–636, 1947
- Retinal structure and colour vision. Documenta Ophthalmol., 3, s. 24–56.
- Santiago Ramon y Cajal and his investigation of the nervous system. J Comp Neur 98, s. 3–7 (1953)
- The Vertebrate Visual System: Its Origin, Structure, and Function and its Manifestations in Disease with an Analysis of its Role in the Life of Animals and in the Origin of Man. Klüver H (ed.). Chicago: University of Chicago Press, 1957